# Eumigus cucullatus
Eumigus cucullatus is een rechtvleugelig insect uit de familie Pamphagidae. De wetenschappelijke naam van deze soort is voor het eerst geldig gepubliceerd in 1878 door Bolívar.